# HD 212988
HD 212988，又名BD+31 4701，SAO 72366、HR 8555，是一颗恒星，视星等为5.98，位于銀經90.46，銀緯-21.82，其B1900.0坐标为赤經22h 23m 11.4s，赤緯+31° -21.82′ 45″。